# Cordiglottis fulgens
Cordiglottis fulgens är en orkidéart som först beskrevs av Henry Nicholas Ridley, och fick sitt nu gällande namn av Leslie Andrew Garay. Cordiglottis fulgens ingår i släktet Cordiglottis, och familjen orkidéer. Inga underarter finns listade i Catalogue of Life.